# Liste der Baudenkmäler in Sonnen
Auf dieser Seite sind die Baudenkmäler in der niederbayerischen Gemeinde Sonnen zusammengestellt. Diese Tabelle ist eine Teilliste der Liste der Baudenkmäler in Bayern. Grundlage ist die Bayerische Denkmalliste, die auf Basis des Bayerischen Denkmalschutzgesetzes vom 1. Oktober 1973 erstmals erstellt wurde und seither durch das Bayerische Landesamt für Denkmalpflege geführt wird. Die folgenden Angaben ersetzen nicht die rechtsverbindliche Auskunft der Denkmalschutzbehörde.

## Baudenkmäler nach Ortsteilen

### Sonnen
| Lage                      | Objekt                                    | Beschreibung                                                                                                 | Akten-Nr.    | Bild           |
| ------------------------- | ----------------------------------------- | --- | ------------ | -------------- |
| Am Kirchberg 4 (Standort) | Pfarrhaus                                 | Zweigeschossiger und firstparalleler Walmdachbau mit Sockelquaderung und Lisenengliederung, 1872.            | D-2-75-148-2 | Pfarrhaus      |
| Am Kirchberg 6 (Standort) | Katholische Pfarrkirche Mariä Himmelfahrt | Saalkirche mit eingezogenem Polygonalchor und Fassadenturm, Quaderbau, neugotisch, 1859/61; mit Ausstattung. | D-2-75-148-1 | weitere Bilder |
| Hauptstraße 8 (Standort)  | Gasthaus                                  | Zweigeschossiger und firstparalleler Walmdachbau mit Rundbogenportal, bezeichnet mit „1857“.                 | D-2-75-148-4 | Gasthaus       |
| Hauptstraße 10 (Standort) | Wohnhaus                                  | Stattlicher, zweigeschossiger und giebelständiger Flachsatteldachbau, bezeichnet mit „1815“.                 | D-2-75-148-5 | Wohnhaus       |

### Oberneureuth
| Lage                       | Objekt    | Beschreibung                                                                            | Akten-Nr.    | Bild      |
| -------------------------- | --------- | --------------------------------------------------------------------------------------- | ------------ | --------- |
| Oberneureuth 21 (Standort) | Bildstock | Säule mit gestufter Basis, Kopfteil mit Relief und Kugelaufsatz, bezeichnet mit „1822“. | D-2-75-148-6 | Bildstock |

### Schauberg
| Lage                    | Objekt                       | Beschreibung | Akten-Nr.     | Bild                         |
| ----------------------- | ---------------------------- | --- | ------------- | ---------------------------- |
| Schauberg 17 (Standort) | Ehemaliges Handwerkerhaus    | Eineinhalbgeschossiger und giebelständiger Flachsatteldachbau mit Kniestock und teilweise erhaltenen Blockwänden, im Kern zweite Hälfte 18. Jahrhundert, 1981 erneuert. | D-2-75-148-8  | Ehemaliges Handwerkerhaus    |
| Schauberg 18 (Standort) | Wohnhaus eines Vierseithofes | Zweigeschossiger Walmdachbau mit Putzgliederungen, bezeichnet mit „1886“.                                                                                               | D-2-75-148-7  | Wohnhaus eines Vierseithofes |
| In Schauberg (Standort) | Arma-Christi-Kreuz           | Dreinageltypus, mit Assistenzfiguren Maria und Johannes Evangelist, 19. Jahrhundert.                                                                                    | D-2-75-148-13 | Arma-Christi-Kreuz           |
| In Schauberg (Standort) | Dorfkapelle St. Maria        | Giebelständiger Satteldachbau mit Dachreiter und Spitzbogenöffnungen, teilweise verschaltes Polygonalmauerwerk, neugotisch, 1897; mit Ausstattung.                      | D-2-75-148-9  | Dorfkapelle St. Maria        |

### Stüblhäuser
| Lage                   | Objekt      | Beschreibung                                                                 | Akten-Nr.     | Bild        |
| ---------------------- | ----------- | ---------------------------------------------------------------------------- | ------------- | ----------- |
| Stüblhäuser (Standort) | Feldkapelle | Kleiner Hausteinbau mit Satteldach und Dachreiter, um 1840; mit Ausstattung. | D-2-75-148-11 | Feldkapelle |

### Thierham
| Lage                  | Objekt                                               | Beschreibung | Akten-Nr.     | Bild                                                 |
| --------------------- | ---------------------------------------------------- | ------------ | ------------- | ---------------------------------------------------- |
| Viehweiden (Standort) | Alte Ausstattung der 1978 wieder errichteten Kapelle |              | D-2-75-148-12 | Alte Ausstattung der 1978 wieder errichteten Kapelle |

## Ehemalige Baudenkmäler
In diesem Abschnitt sind Objekte aufgeführt, die früher einmal in der Denkmalliste eingetragen waren, jetzt aber nicht mehr. Objekte, die in anderem Zusammenhang also z. B. als Teil eines Baudenkmals weiter eingetragen sind, sollen hier nicht aufgeführt werden. Aktennummern in diesem Abschnitt sind ehemalige, jetzt nicht mehr gültige Aktennummern.

| Lage                            | Objekt                     | Beschreibung                                                                               | Akten-Nr.    | Bild |
| ------------------------------- | -------------------------- | ------------------------------------------------------------------------------------------ | ------------ | ---- |
| Sonnen Schulstraße 3 (Standort) | Ehemaliges Altes Schulhaus | Eingeschossiger Halbwalmdachbau in Ecklage mit Stadelteil und kräftigem Traufgesims, 1823. | D-2-75-148-3 | BW   |

## Abgegangene Baudenkmäler
In diesem Abschnitt sind Objekte aufgeführt, die früher einmal in der Denkmalliste eingetragen waren, jetzt aber nicht mehr existieren, z. B. weil sie abgebrochen wurden. Aktennummern in diesem Abschnitt sind ehemalige, jetzt nicht mehr gültige Aktennummern.

| Lage                                     | Objekt               | Beschreibung                                                                          | Akten-Nr.     | Bild |
| ---------------------------------------- | -------------------- | ------------------------------------------------------------------------------------- | ------------- | ---- |
| Schneideröden Schneideröden 1 (Standort) | Zugehöriger Backofen | Bezeichnet mit „1776“; Traidkasten, mit geschnitztem Türsturz, bezeichnet mit „1762“. | D-2-75-148-10 | BW   |